# Charles Chipiez
Charles Cipiez (1835 – 1901) è stato un architetto francese, egittologo, iranologo e storico dell'architettura antica.

## Biografia
Insegnò alla École Spéciale d'Architecture di Parigi, e contribuì alla fondazione della "École Nationale Professionnelle d'Armentières" di Armentières nel 1887.
Chipiez con l'aiuto dell'architetto, ellenista, e storico dell'architettura Georges Perrot, scrisse alcune delle descrizioni più dettagliate delle realizzazioni architettoniche del mondo antico in posti come l'Egitto, la Grecia, la  Persia, la Lidia, la Licia e l'Assiria. Realizzò anche molti dei più dettagliati disegni architettonici virtuali dei monumenti antichi non più esistenti, riportandoli in vita.
Fra le sue più importanti opere, realizzate con Perrot, vi sono History of art in primitive Greece: Mycenian art del 1894, A history of art in Phoenicia and its dependencies del 1885, History of art in Persia del 1892, A history of art in ancient Egypt del 1883, A history of art in Chaldaea & Assyria del 1884, History of art in Phrygia, Lydia, Caria, and Lycia del 1892 e History of art in Sardinia, Judæa, Syria, and Asia Minor del 1890.
I disegni di Chipiez riflettono il suo acume tecnico, nonché le sue abilità di artista. I suoi disegni, ricreando le facciate dei maggiori edifici di Persepoli, sono tra le opere che hanno contribuito alle sue pubblicazioni:

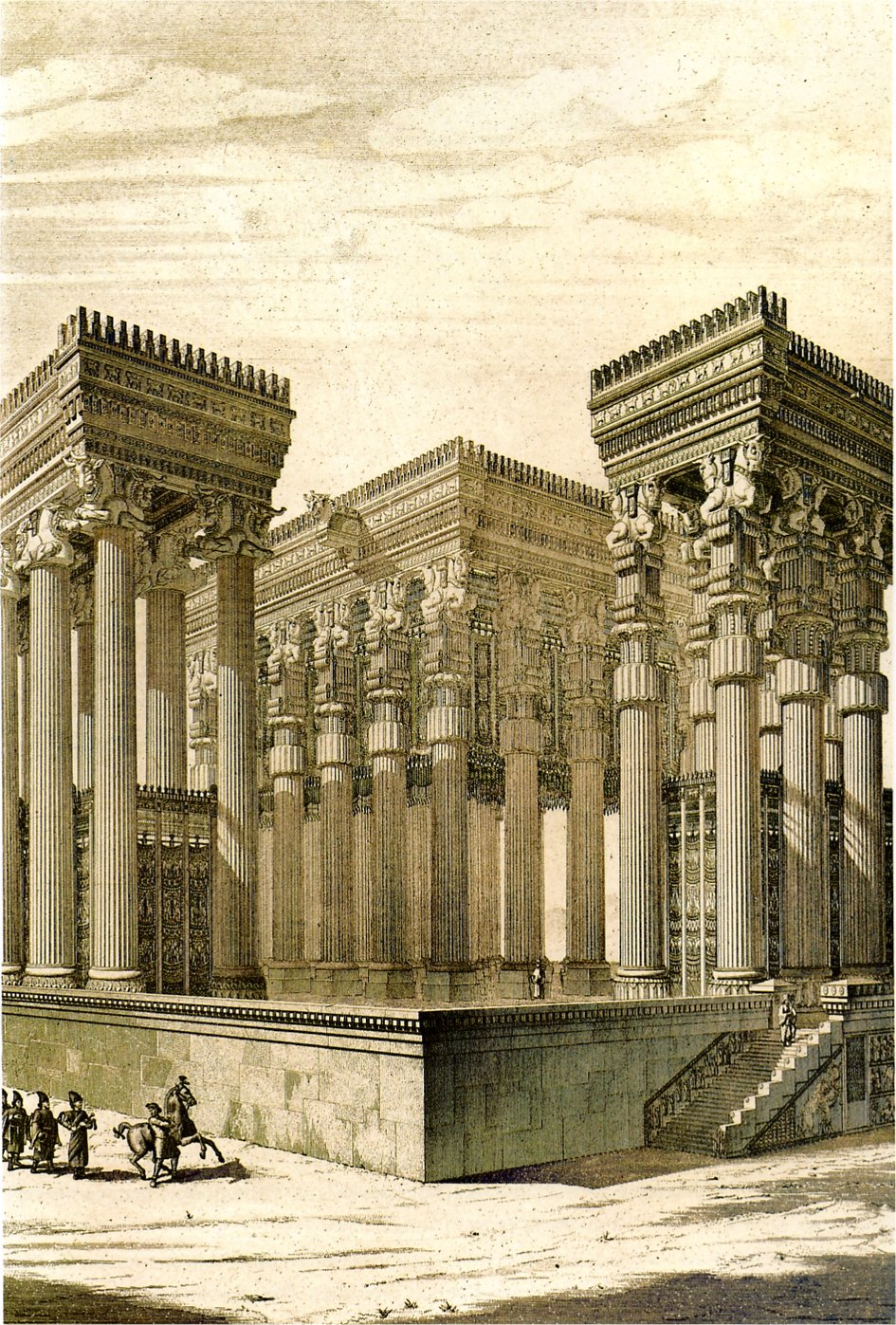
Ricostruzione dell'Apadana
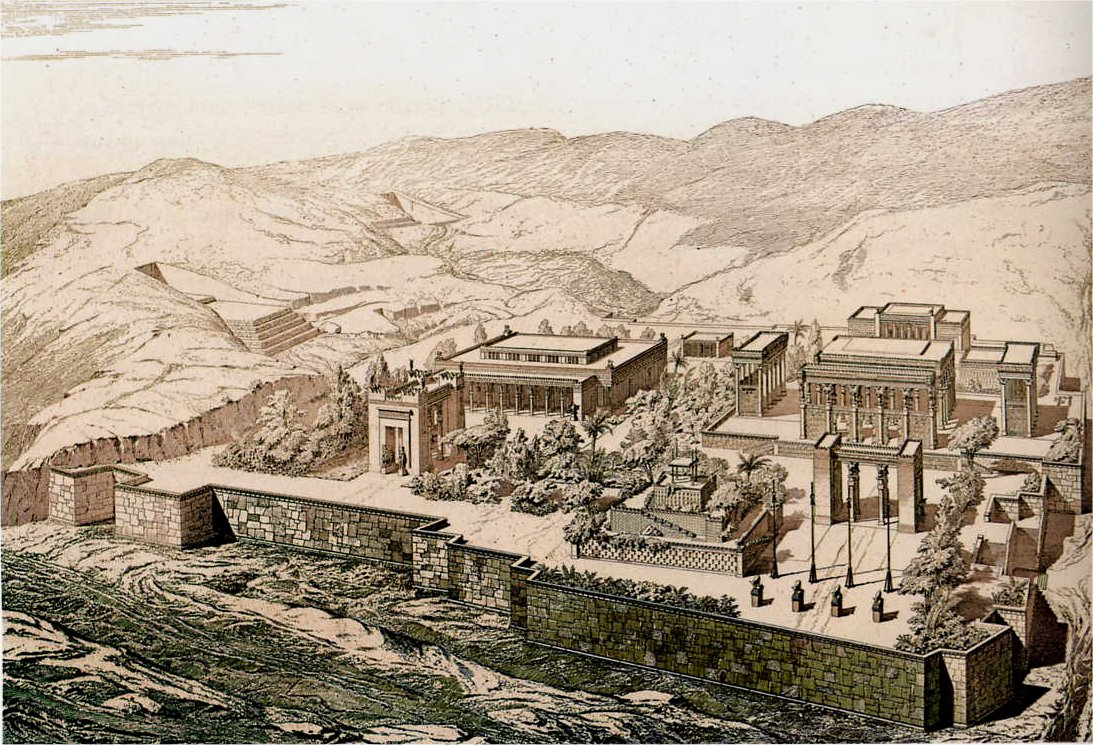
Vista a volo d'uccello su Persepoli
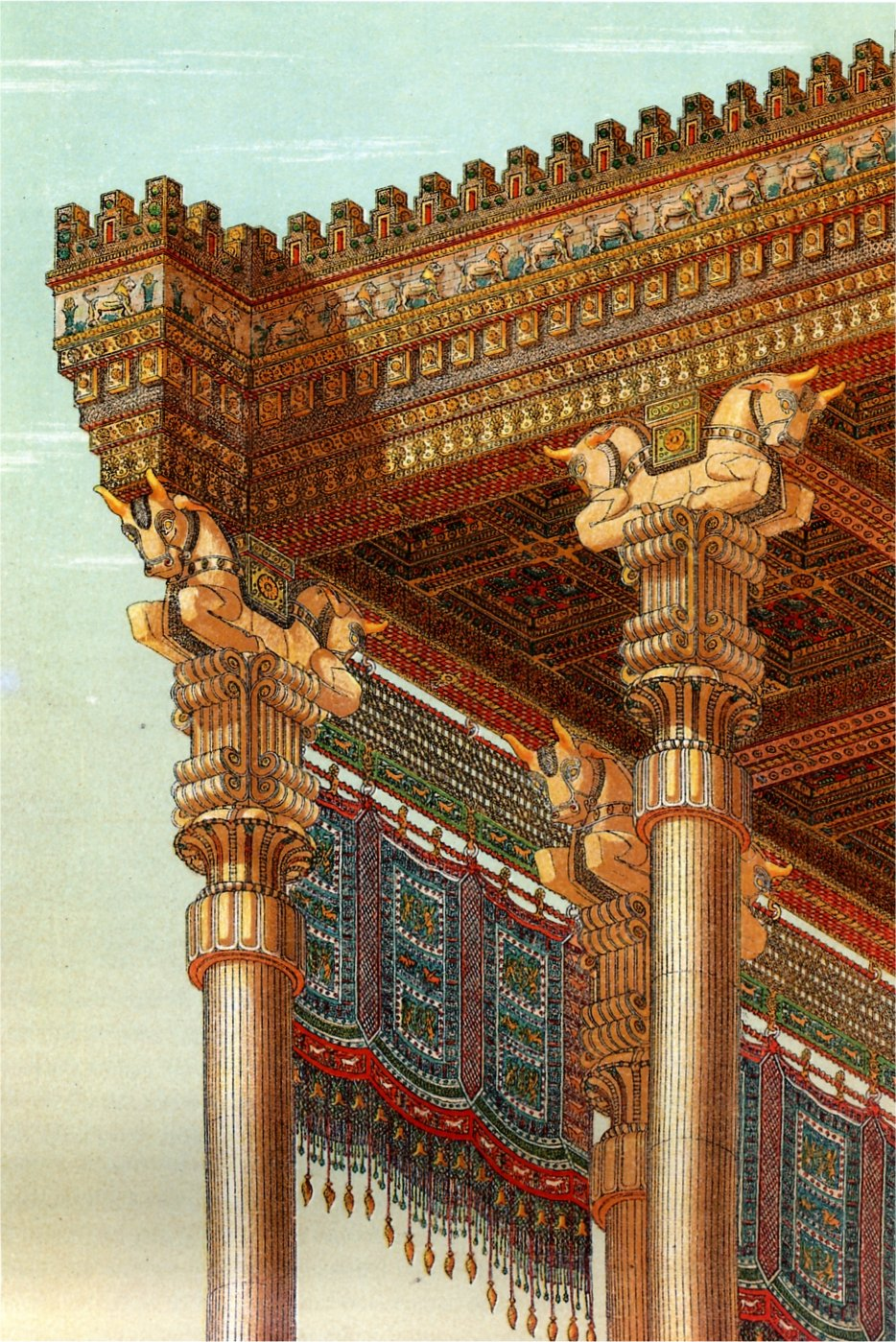
Dettaglio di colonna dell'Apadana
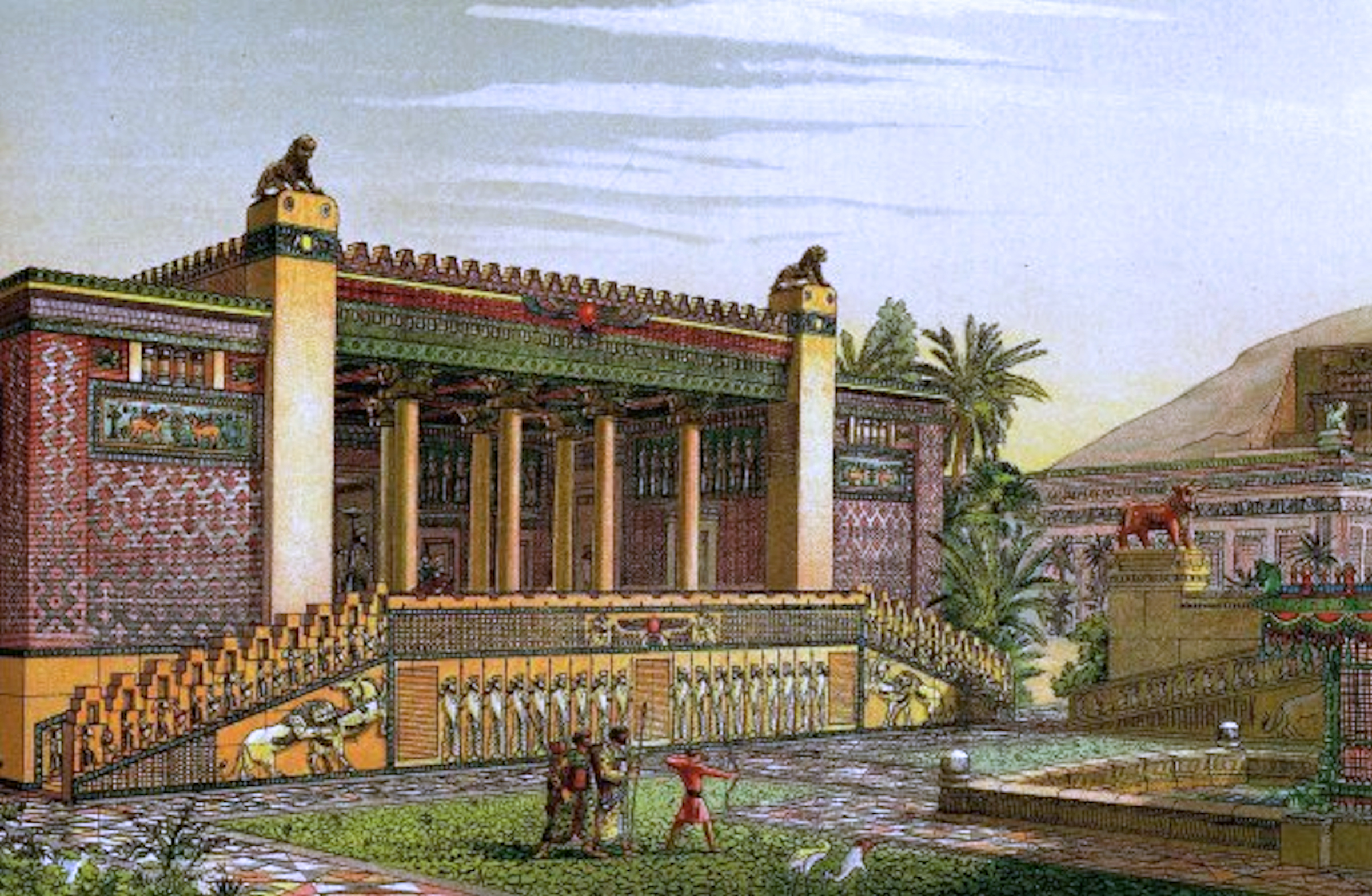
Facciata del Palazzo di Dario

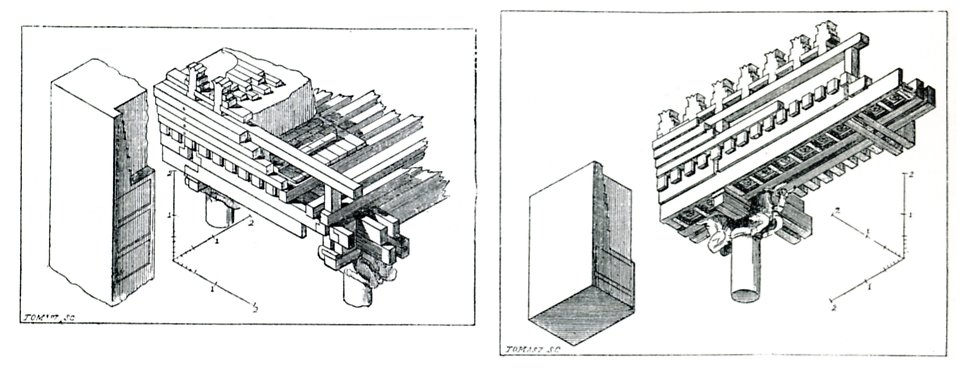
Analisi de "Tachara"
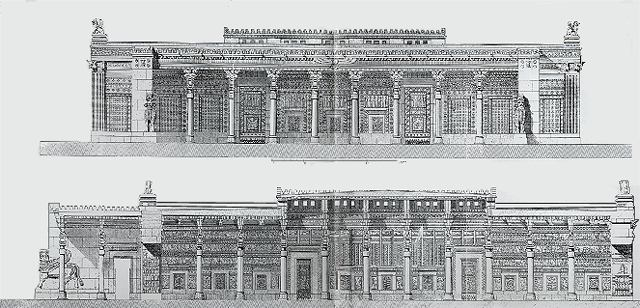
Sala delle cento colonne o "Talar-i-Takht"
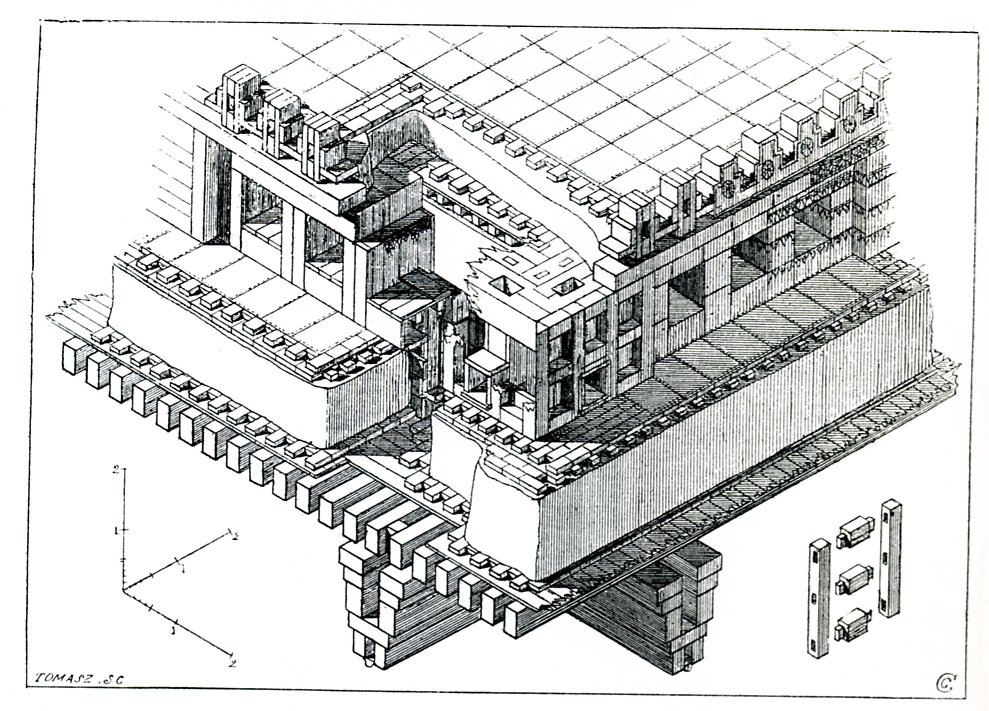
Dettaglio di un tetto di un edificio di Persepoli